# Чандо (Вандо)
Чандо (кор. 장도, 將島) — небольшой остров Корейского архипелага, принадлежащий Республике Корея, у южного берега полуострова Корея, в Корейском проливе. Находится вблизи западного побережья острова Квандо, с которым соединён пешеходным мостом. На острове Чандо находится исторический парк Чхонхэджин — главный туристический объект региона. Исторический парк посвящён «морской державе» Чан Бого, существовавшей в 828—851 гг. Остров относится к уезду Вандо в провинции Чолла-Намдо.

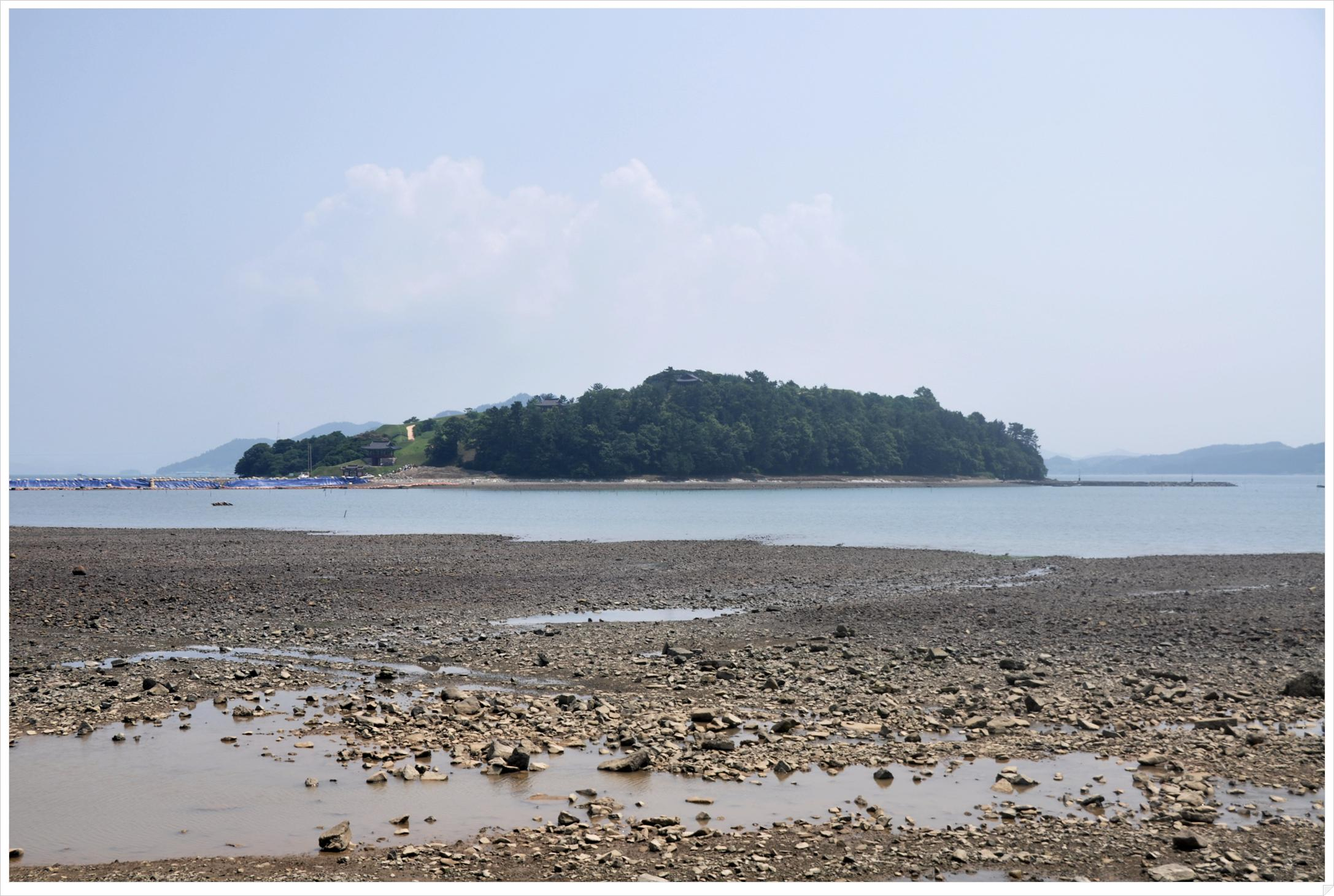
Вид на остров Чандо с острова Квандо
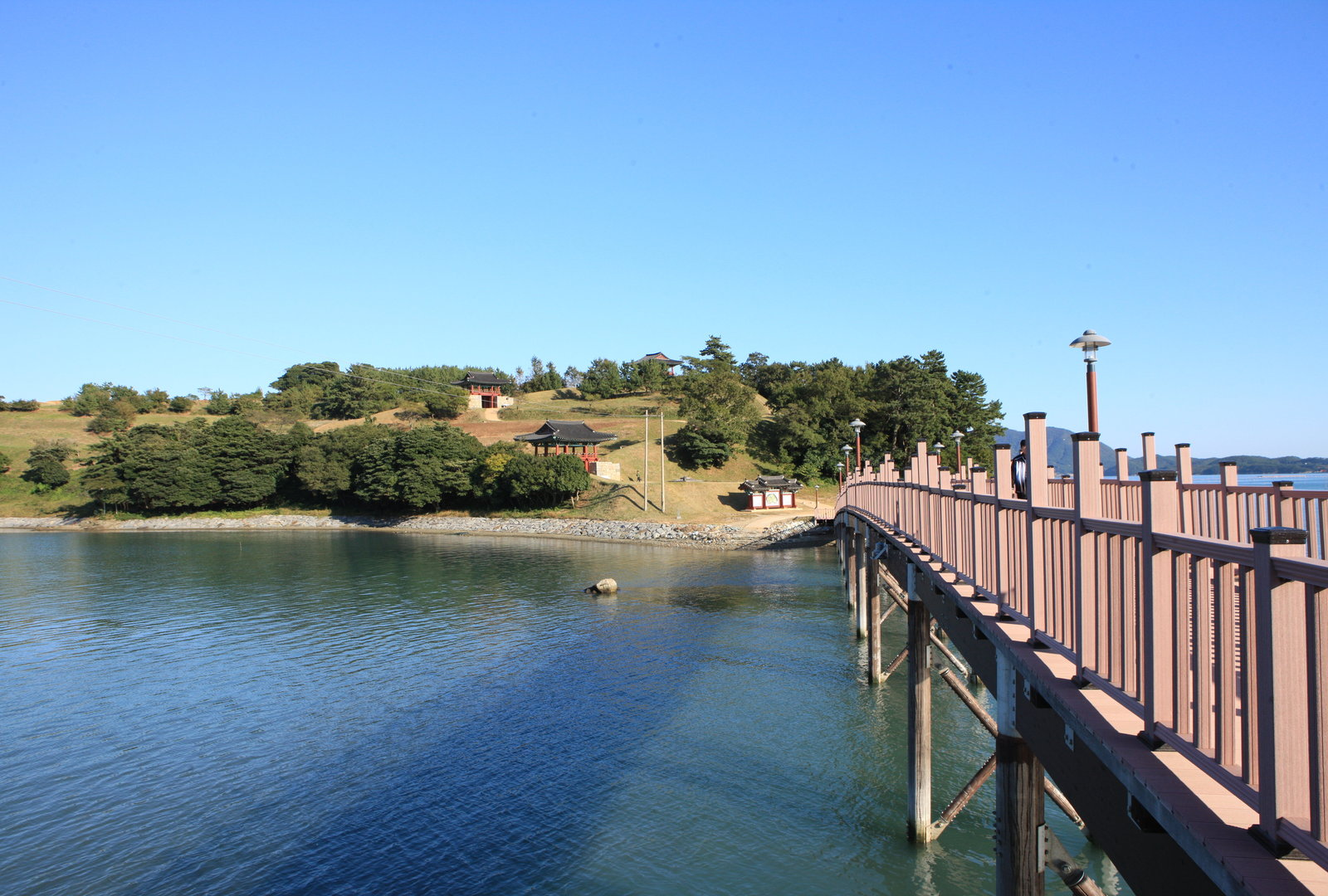
Мост Чандо
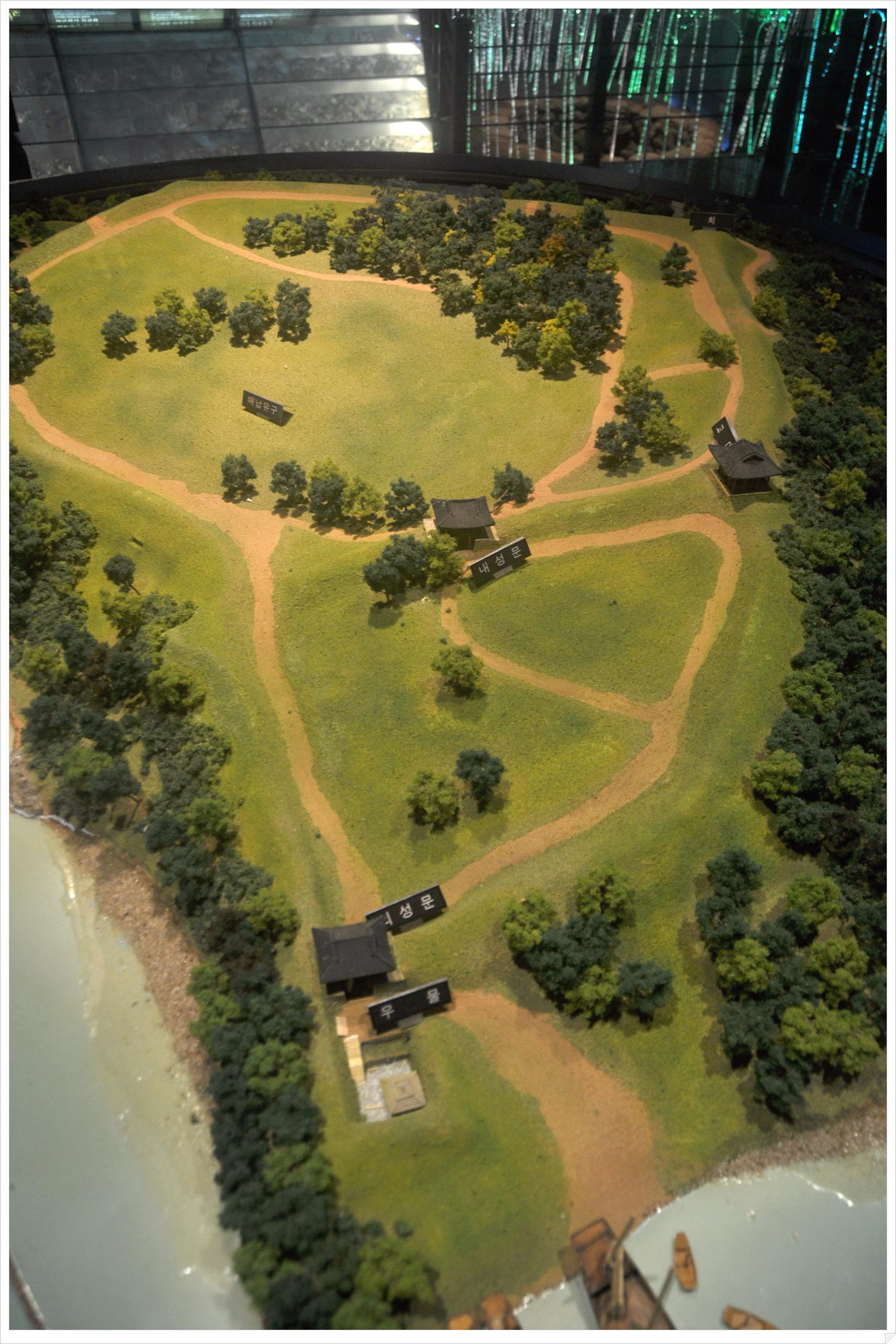
Макет исторического парка Чхонхэджин